# Дос Сантос, Адриана Апаресида
Адриа́на Апареси́да дос Са́нтос (порт.-браз. Adriana Aparecida dos Santos, род. 18 января 1971 года; Сан-Бернарду-ду-Кампу, Бразилия) — бразильская баскетболистка, двукратная медалистка летних Олимпийских игр, чемпионка мира 1994 года.

## Спортивная биография
В 1992 году Адриана впервые приняла участие в летних Олимпийских играх. Бразильская баскетболистка приняла участие всего в 4 встречах турнира, а сборная Бразилии заняла лишь 7-е место. В 1994 году Адриана стала чемпионкой мира, хотя на площадке бразильянка за весь турнир провела лишь 4-е минуты, выйдя на площадку в поединке со сборной Тайваня.
На летних Олимпийских играх 1996 года в Атланте Адриана стала обладательницей серебряной медали. Тем не менее бразильянка на турнире сыграла всего 17 минут, за которые успела набрать только 5 очков и сделать 1 передачу.
Летние Олимпийские игры 2000 года сложились для Адрианы удачно. Сборная Бразилии смогла дойти до полуфинала, где уступила сборной Австралии 52:64, но в поединке за третье место бразильянки обыграли баскетболисток из Южной Кореи 84:73 и завоевали бронзовые медали. Сама Адриана сыграла на турнире в 7 матчах, за которые провела на площадке 128 минут, набирая в среднем по 3,7 очка за матч.